# 约翰·兰伯特
约翰·爱德华·兰伯特（英語：John Edward Lambert，1953年1月14日—），美国NBA联盟前职业篮球运动员。他在1975年的NBA选秀中第1轮第15顺位被克里夫兰骑士选中。